# Gemeinderatswahl in St. Pölten 1986
Die Gemeinderatswahl 1986 fand am 23. November 1986 gleichzeitig mit der Nationalratswahl 1986 statt und war die neunte Gemeinderatswahl in St. Pölten nach Kriegsende. Die Sozialistische Partei Österreichs erreichte ihr bisher bestes Ergebnis und konnte die absolute Mehrheit verteidigen.

## Ausgangslage
Bei der Wahl vom 14. März 1982 konnte die SPÖ erneut die meisten Stimmen auf sich vereinen und mit leichten Verlusten die absolute Mehrheit verteidigen. ÖVP und KPÖ mussten leichte Verluste hinnehmen, die FPÖ konnte mit deutlichen Gewinnen ein zusätzliches Mandat von der ÖVP erringen.
1983 wurde in einer Novelle der Gemeinderatswahlordnung erstmals eine fliegende Wahlkommission eingeführt, die bettlägerigen Personen eine Stimmabgabe ermöglichten. In derselben Novelle wurden Personen an ihrem Zweitwohnsitz wahlberechtigt. Im März 1986 wurde St. Pölten zur niederösterreichischen Landeshauptstadt gewählt. 
Nachdem Jörg Haider Bundesparteiobmann der FPÖ wurde löste Franz Vranitzky die Koalition auf, es kam Nationalrats-Neuwahlen. Der ursprüngliche Wahltermin wäre im März 1987 geplant gewesen, die Stadt St. Pölten schloss sich jedoch aus Kostengründen kurzfristig diesem Termin an.

### Wahlwerbende Parteien und Wahlverlauf
Bei den Wahlen traten die vier im Gemeinderat vertretenen Parteien und die Grün-alternative Bürgerliste (GABL) an. Die Sozialistische Partei Österreichs (SPÖ) trat mit Willi Gruber als Spitzenkandidat an, die Österreichische Volkspartei (ÖVP) unter Josef Kimmeswenger. Die Kommunistische Partei Österreichs (KPÖ) wurde von Ludwig Marzi angeführt. Die Freiheitliche Partei Österreichs (FPÖ) spaltete sich kurz vor der Wahl, der bisherige Stadtobmann Erich Mahrer trat aus der Partei aus und gründete die Grün-alternative Bürgerliste. Aufgrund des Namens distanzierten sich alle Grünen der Stadt und auch Freda Meissner-Blau von der Liste. Neuer Spitzenkandidat der FPÖ wurde Erwin Pawel.

## Wahlergebnis
Bei der Wahl vom 23. November 1986 konnte die SPÖ starke Gewinne verzeichnen, erreichte ihr bestes Wahlergebnis und konnte die absolute Mehrheit verteidigen. Während die ÖVP leicht verlor, mussten FPÖ und KPÖ starke Verluste hinnehmen. Die FPÖ erreichte knapp ein Mandat, die KPÖ scheiterte knapp am Wiedereinzug in den Gemeinderat.
|                    | Ergebnisse 1986 | Ergebnisse 1986 | Ergebnisse 1986 | Ergebnisse 1982  | Ergebnisse 1982  | Ergebnisse 1982  | Differenzen      | Differenzen      | Differenzen      |
| ------------------ | --------------- | --------------- | --------------- | ---------------- | ---------------- | ---------------- | ---------------- | ---------------- | ---------------- |
| Stimmen            | %               | Mand.           | Stimmen         | %                | Mand.            | Stimmen          | %                | Mand.            |                  |
| Wahlberechtigte    | 39.830          |                 |                 | 37.696           |                  |                  | + 2.134          |                  |                  |
| Abgegebene Stimmen | 33.799          | 84,9 %          |                 | 30.470           | 80,8 %           |                  | + 3.327          | + 4,1 %          |                  |
| ungültige Stimmen  | 1.535           | 4,5 %           |                 | 1.116            | 3,7 %            |                  | + 419            | + 0,8 %          |                  |
| gültige Stimmen    | 32.264          | 95,4 %          |                 | 29.354           | 96,3 %           |                  | + 2.910          | - 0,9 %          |                  |
| Partei             |                 |                 |                 |                  |                  |                  |                  |                  |                  |
| SPÖ                | 20.181          | 62,5 %          | 27              | 16.844           | 57,4 %           | 25               | + 3.337          | + 5,1 %          | + 2              |
| ÖVP                | 10.455          | 32,4 %          | 14              | 9.758            | 33,2 %           | 14               | + 697            | - 0,8 %          | ± 0              |
| FPÖ                | 733             | 2,3 %           | 1               | 1.698            | 5,8 %            | 2                | - 965            | - 3,5 %          | - 1              |
| KPÖ                | 659             | 2,0 %           | 0               | 1.054            | 3,6 %            | 1                | - 395            | - 1,6 %          | - 1              |
| GABL               | 236             | 0,7 %           | 0               | nicht kandidiert | nicht kandidiert | nicht kandidiert | nicht kandidiert | nicht kandidiert | nicht kandidiert |
| Gesamt             | 32.264          | 100,0 %         | 42              | 29.354           | 100,0 %          | 42               | + 2.910          | ± 0              | ± 0              |

## Auswirkungen
Bei der konstituierenden Gemeinderatssitzung wurde Gruber zum Bürgermeister gewählt, Vizebürgermeister wurden Amand Kysela (SPÖ) und Josef Kimmeswenger (ÖVP).